# 綾部市立豊里中学校
綾部市立豊里中学校（あやべしりつ とよさとちゅうがっこう）は、京都府綾部市豊里町三宅にある公立中学校。

## 沿革
- 1955年（昭和30年）4月10日 - 何鹿郡豊里村が綾部市へ編入されたのに伴い、綾部市立豊里中学校と改称。

## 通学区域
以下の小学校区。
- 綾部市立豊里小学校

## 周辺
- 綾部市立豊里小学校
- 豊里郵便局
- 京都府道489号小西西坂線
- 犀川

## アクセス
- あやべ市民バス志賀南北線 福垣にて下車
- 京都府道9号綾部大江宮津線・京都府道488号小貝豊里線沿い

## 通学区域が隣接している学校
- 綾部市立何北中学校
- 綾部市立綾部中学校
- 福知山市立日新中学校
- 福知山市立大江中学校